# Pytania i odpowiedzi
Pytania i odpowiedzi – amerykański kryminał z 1990 roku na podstawie książki sędziego Edwina Torresa. Film był wyświetlany w kinach polskich na pocz. l. 90. XX w. pod oryginalnym tytułem (Q & A).

## Obsada
- Nick Nolte – kapitan Michael Brennan
- Timothy Hutton – Aloysius Francis Reilly, zastępca prokuratora okręgowego
- Armand Assante – Roberto Bobby Tex Texador
- Patrick O’Neal – Kevin Quinn, szef wydziału zabójstw
- Lee Richardson – Leo Bloomenfeld
- Luis Guzmán – detektyw Luis Valentin
- Charles S. Dutton – detektyw Sam Chappie Chapman
- Jenny Lumet – Nancy Bosch/Bobby Texador
- Paul Calderon – Roger Montalvo
- Dominic Chianese – Larry Pesch/Vito/Lorenzo Franconi
- Leonardo Cimino – Nick Petrone, szef mafii
- Fyvush Finkel – Preston Pearlstein

## Fabuła
Młody prokurator trafia do Nowego Jorku. Ma podjąć dochodzenie przeciw szanowanemu policjantowi, kapitanowi Brennanowi. Jak się okazuje, policjant jest skorumpowany i ma powiązania z mafią. Sprawa nie będzie łatwa.

## Nagrody i nominacje
Złote Globy 1990
- Najlepszy aktor drugoplanowy – Armand Assante (nominacja)